# Plácido Galindo
Plácido Reynaldo Galindo Pando (Lima, 9 marzo 1906 – 22 ottobre 1988) è stato un calciatore peruviano.

## Carriera
In carriera, Galindo giocò per l'Universitario e per il Perù col quale disputò il Mondiale 1930 dove giocò due partite. Fu il primo a ricevere il cartellino rosso in un campionato mondiale.

## Palmarès

### Club

#### Competizioni nazionali
- Campionato peruviano: 1

Universitario: 1934